# داميان ويرلينج
داميان ويرلينج (بالألمانية: Damian Wierling)‏ (مواليد 13 فبراير 1996) هو سبّاح ألماني، مثّل بلاده في الألعاب الأولمبية الصيفية 2016.

## روابط خارجية
داميان ويرلينج على موقع الاتحاد الدولي للسباحة (الإنجليزية)
- داميان ويرلينج على موقع SwimRankings.net (الإنجليزية)
- داميان ويرلينج على موقع اللجنة الأولمبية الدولية (الإنجليزية)
- داميان ويرلينج على موقع أوليمبيديا (الإنجليزية)
- داميان ويرلينج على موقع اللجنة الأولمبية الألمانية (الألمانية)